# مانويل رودريغيز أوريلانا
مانويل رودريغيز أوريلانا (بالإنجليزية: Manuel Rodríguez Orellana)‏ هو محامي أمريكي، ولد في 1948 في ريو بيدراس ‏ في بورتوريكو.